# Mycalesis kigonserae
Mycalesis kigonserae är en fjärilsart som beskrevs av Aurivillius 1911. Mycalesis kigonserae ingår i släktet Mycalesis och familjen praktfjärilar. Inga underarter finns listade i Catalogue of Life.